# هيرودس فيلبس الثاني
هيرودس فيلبس الثاني أحد الملوك المحليين تحت سلطة الإمبراطورية الرومانية في القرن الأول، وهو ابن الملك هيرودس الكبير؛ قبيل وفاة والده قسّم مملكته بين أولاده الثلاثة فكانت حصة هيرودس فيلبس مقاطعتي أيطورية وطراخونيطس، والتي تشمل في أيامنا الحالية جبل الشيخ والجولان وحوران إضافة إلى مناطق من شمال الأردن؛ رعى فيلبس العمارة الرومانية وبنى مدينة قيصرية فيبلس، لقب الحاكم الروماني مقرونًا باسمه؛ كانت أغلب رعايا مملكته من الوثنيين وليس من اليهود؛ وقد ذكر بشكل عرضي في الأناجيل، إذ زار يسوع ومعه التلاميذ الاثني عشر قيصرية فيليبس عاصمته وفيها عيّن المسيح بطرس رأس الكنيسة، كذلك يذكره لوقا كأحد الحكام المعاصرين ليسوع، لكنه لم يتلق به أبدًا.
كان متزوجًا من هيروديا لكنها تركته وساكنت زوجة أخيه غير الشقيق هيرودوس أنتيباس حاكم الجليل ما سبب تقريع يوحنا المعمدان لها ولهيرودوس أنتيباس.